# Partit Islàmic del Kurdistan
Partit Islàmic del Kurdistan (kurd: Partiya İslamiya Kurdistan) és una organització política kurda de Turquia d'ideologia islamista sunnita. Fou fundada el 1979 per Muhammad Salih Mustafa i va tenir delegacions a Amèrica del Nord, Europa i Pakistan i apel·lant també als kurds de l'Iran, l'Iraq i Turquia. com Síria. No està a la llista de les 12 organitzacions terroristes de Turquia. Propugna l'establiment d'un govern islàmic al Kurdistan del Nord.
El 1999 va formar aliança amb el Partit Socialista del Kurdistan, el Partit Comunista del Kurdistan, el Partit d'Alliberament del Kurdistan, la Unió Patriòtica del Kurdistan i el Partit dels Treballadors del Kurdistan per demanar una solució pacífica al problema kurd a Turquia, llançant una petició en aquest sentit (10 de gener de 1999). De cara a les Eleccions legislatives turques de 2018, el seu líder, Hikmet Serbilind va demanar el vot per al Partit Democràtic del Poble.